# Elienor Werner
Elienor Werner (ur. 5 maja 1998) – szwedzka lekkoatletka specjalizująca się w skoku o tyczce.
Siódma zawodniczka juniorskich mistrzostw świata w Eugene (2014). W 2015 zdobyła złoty medal mistrzostw świata juniorów młodszych w Cali.
Medalistka mistrzostw Szwecji oraz reprezentantka kraju w meczach międzypaństwowych.
Rekordy życiowe: stadion – 4,26 (18 lipca 2015, Cali); hala – 4,35 (30 stycznia 2016, Norrköping).

## Osiągnięcia
| Rok  | Impreza                               | Miejsce | Lokata     | Wynik |
| ---- | ------------------------------------- | ------- | ---------- | ----- |
| 2014 | Mistrzostwa świata juniorów           | Eugene  | 7. miejsce | 4,20  |
| 2015 | Mistrzostwa świata juniorów młodszych | Cali    | 1. miejsce | 4,26  |